# Anafotida
Anafotida (gr. Αναφωτίδα) – wieś w Republice Cypryjskiej, w dystrykcie Larnaka. W 2011 roku liczyła 790 mieszkańców.